# Baron Leigh

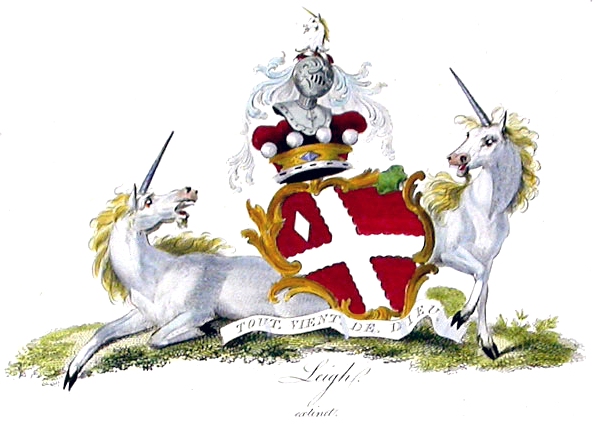
Wappen der Barone Leigh

Baron Leigh, of Stoneleigh in the County of Warwick, ist ein erblicher britischer Adelstitel, der je einmal in der Peerage of England und in der Peerage of the United Kingdom verliehen wurde.

## Verleihungen
Erstmals wurde der Titel am 1. Juli 1643 durch Letters Patent in der Peerage of England für Sir Thomas Leigh, 2. Baronet geschaffen. Er hatte bereits 1626 von seinem gleichnamigen Großvater den fortan nachgeordneten Titel Baronet, of Stoneleigh in the County of Warwick, geerbt, der diesem am 29. Juni 1611 in der Baronetage of England verliehen worden war. Beim kinderlosen Tod seines Ur-ur-urenkels, des 5. Barons, am 4. Juni 1786 erloschen beide Titel.
Am 11. Mai 1839 wurde der Titel in der Peerage of the United Kingdom für Chandos Leigh neu geschaffen. Dieser war der Sohn des Neffen siebten Grades des 5. Barons erster Verleihung, James Henry Leigh, of Adlestrop and Longborough (1765–1823), der 1786 dessen Ländereien, einschließlich des Familiensitzes Stoneleigh Abbey, geerbt hatte. Neben Stoneleigh Abbey nutzen die Barone auch Fern Farm in Adlestrop bei Moreton-in-Marsh in Gloucestershire als Familiensitz. Heutiger Titelinhaber ist seit 2003 sein Ur-ur-urenkel Christopher Leigh als 6. Baron.

## Liste der Barone Leigh

### Barone Leigh, erste Verleihung (1643)
- Thomas Leigh, 1. Baron Leigh (1595–1672)
- Thomas Leigh, 2. Baron Leigh (1652–1710)
- Edward Leigh, 3. Baron Leigh (1684–1738)
- Thomas Leigh, 4. Baron Leigh (1713–1749)
- Edward Leigh, 5. Baron Leigh (1742–1786)

### Barone Leigh, zweite Verleihung (1839)
- Chandos Leigh, 1. Baron Leigh (1791–1850)
- William Leigh, 2. Baron Leigh (1824–1905)
- Francis Leigh, 3. Baron Leigh (1855–1938)
- Rupert Leigh, 4. Baron Leigh (1908–1979)
- John Leigh, 5. Baron Leigh (1935–2003)
- Christopher Leigh, 6. Baron Leigh (* 1960)

Titelerbe (Heir apparent) ist der Sohn des aktuellen Titelinhabers, Hon. Rupert Leigh (* 1994).